# Una sombra en mi ojo
Una sombra en mi ojo (en danés: Skyggen i mit øje) es una película danesa de 2021, escrita y dirigida por Ole Bornedal. La película trata principalmente de la Operación Cartago llevada a cabo por la Real Fuerza Aérea británica en Copenhague, Dinamarca, durante la Segunda Guerra Mundial, donde uno de los aviones se estrelló cerca del Instituto Juana de Arco, lo que provocó que la escuela fuera identificada erróneamente como el objetivo y fuese también bombardeado.

## Reparto
- Fanny Bornedal como Hermana Teresa.
- Alex Høgh Andersen como Frederik.[2]
- Bertram Bisgaard como Henry.
- Danica Curcic como madre de Rigmor.
- Ester Birch como Rigmor.
- Ella Nilsson como Eva.
- Malena Lucia Lodahl como Greta.
- Alban Lendorf como Peter.
- Inge Sofie Skovbo como Hermana Hanna.
- Malene Beltoft Olsen como madre de Eva.
- James Tarpey como Andy.
- Mads Riisom como padre de Rigmor.
- Maria Rossing como madre de Henry.